# Дев'ятова Софія Іванівна
Софія Іванівна Дев'ятова, до шлюбу Кінделевич (20 липня 1932, с. Савинці) — українська ударниця праці та музична діячка, Герой Соціалістичної Праці.

## Біографія
Народилася Софія Кінделевич 20 липня 1932 року в с. Савинці Ярмолинецького району. З дитинства знала працю і була закохана в народну пісню. Пережила війну та голод 1947 року. Після закінчення школи у 1951 році вирушила в Київ навчатися робітничій професії. Опановувала чоловічу роботу верстатниці на заводі «Київкабель». Навчилася вміло і росла по службі.

## Трудова діяльність
В 1962 році Софія Дев'ятова нагороджена медаллю «За трудову доблесть». Вона сама обслуговувала 50 верстатів. І в 1966 році 8 березня держава оцінила її врученням звання Героя Соціалістичної Праці та ордена Леніна. В 1975 році — отримала орден Трудового Червоного Прапора та Верховної Ради СРСР та УРСР. За 38 років роботи на заводі отримала 60 Почесних грамот, 6 медалей. Завжди була в центрі художньої самодіяльності заводу. У 1989 році пішла на пенсію. Та не змогла сидіти без роботи і зайнялася музичною діяльністю.

## Музична діяльність
У 1991 році Софія Девятова з чоловіком організувала ансамбль народної пісні «Мрія».
В 1995 році ансамблю присвоїли звання народного. Йому тоді виповнилося 23 роки, за які відбулися понад тисячу концертів. У репертуарі — українські та російські народні і сучасні пісні, романси, танцювальні номери, гуморески. Особливе місце належить пісням військової тематики для старшого покоління. 
Нагороджена орденом Леніна (1966), орденом Трудового Червоного Прапора (1975), орденом Княгині Ольги (2005), медалями, Почесною грамотою Президії Верховної Ради УРСР (1981), Почесною грамотою Президії Верховної Ради СРСР (1966), має почесний титул «Українська мадонна» та є переможницею конкурсу «Киянка року–2011».